# Нововочепший
Нововочепший — хутор в Теучежском муниципальном районе Республики Адыгея России.
Входит в состав Вочепшийского сельского поселения.

## Население
| 2002 | 2010 | 2013 | 2014 | 2015 | 2016 | 2017 |
| ---- | ---- | ---- | ---- | ---- | ---- | ---- |
| 155  | ↗169 | ↗170 | ↗180 | ↘172 | ↗175 | ↘172 |
| 2018 | 2019 | 2020 | 2021 | 2023 | 2024 |      |
| ↘169 | ↘163 | ↘161 | ↘139 | ↗143 | →143 |      |

По данным Всероссийской переписи 2021 года:
| Народ   | Численность, чел. | Доля от всего населения, % |
| ------- | ----------------- | -------------------------- |
| адыги   | 88                | 63,31 %                    |
| русские | 45                | 32,37 %                    |
| другие  | 6                 | 4,32 %                     |
| всего   | 139               | 100,0 %                    |

## География

### Улицы
- Первомайская,
- Пролетарская.